# Modelabel

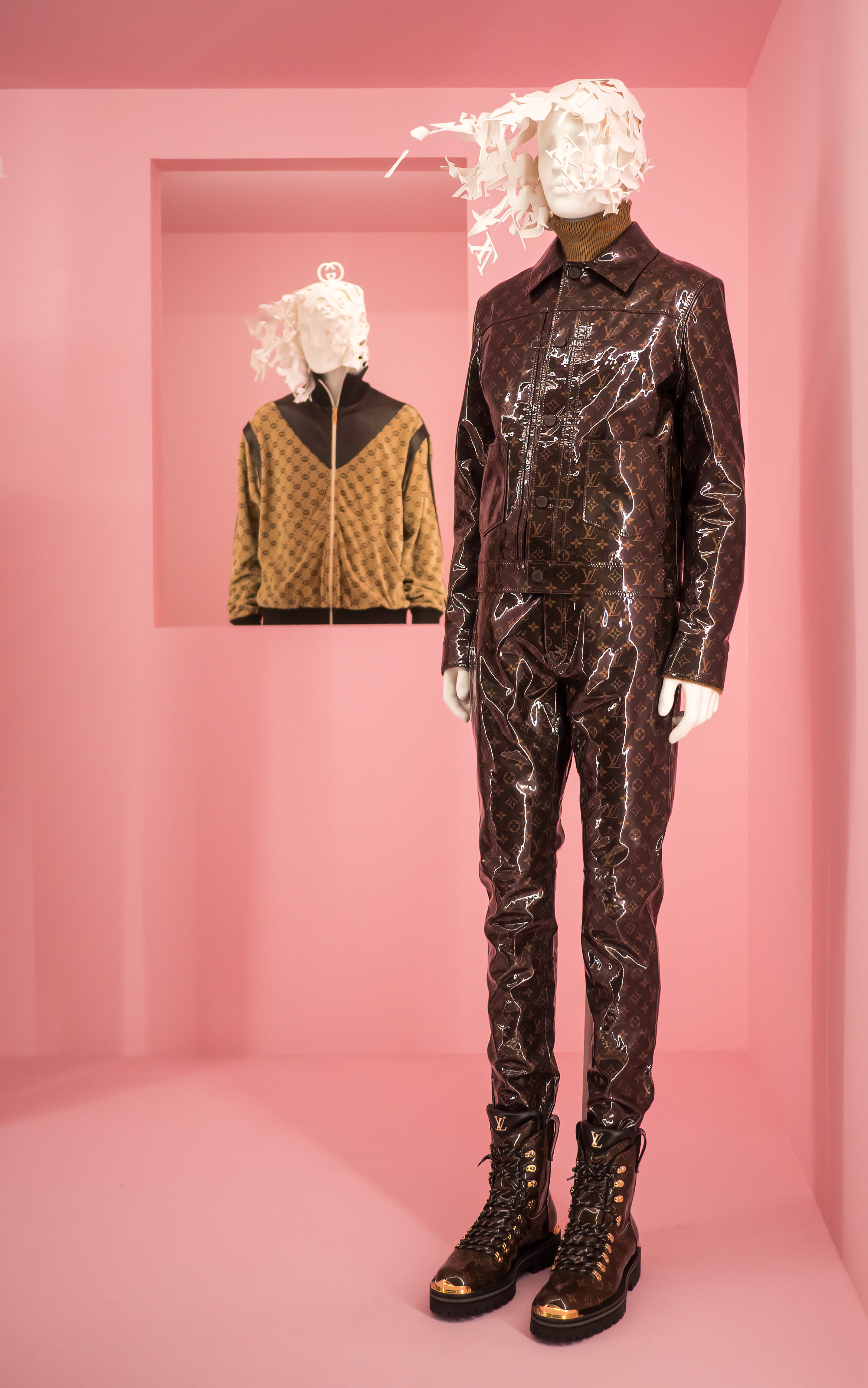
Anzug des Unternehmens Louis Vuitton, bei dem das Logo der Marke Louis Vuitton als Muster dient

Als Modelabel (kurz Label ['lɛibəl], auch Modemarke) wird ein Unternehmen bezeichnet, das die selbst oder von Subunternehmen hergestellte Bekleidung unter einem eigenen Markennamen vertreibt. Oft wird ein Modelabel mit einem bestimmten Modedesign in Verbindung gebracht, das sich von der Gestaltung anderer Hersteller unterscheidet. Im Bereich des Marketings werden auch reine Wort-Bild-Marken (engl. brand) im Modebereich als „Modemarken“ bezeichnet.

## Geschichte
Ursprünglich bezeichnete der Begriff Label ein Etikett (englisch label), das an den verkauften Waren angebracht war, den Hersteller identifizierte und andere Eigenschaften des Produktes beschrieb. Auch die Modedesignerinnen und Modedesigner der Haute Couture in Paris sowie die Hersteller von Konfektionsware nähten zu Beginn des 20. Jahrhunderts textile Etiketten in die von ihnen gefertigten Kleidungsstücke ein, alle weiteren Merkmale eines Markenartikels erfüllten die Kleidungsstücke jedoch nicht. Personen wie Charles Frederick Worth oder Coco Chanel („Chanel Modes“) wurden jedoch zunehmend auch international bekannt, ihre Namen standen für einen bestimmten Modestil und waren damit frühe Formen von Marken im Marketingsinn. Für die Designerinnen und Designer war das nicht nur Grund zur Freude: in Europa und den USA wurde es für Modeunternehmen üblich, regelmäßig nach Paris zu fahren, um die Entwürfe der Grands Couturiers als exakte Kopien an die eigene Kundschaft zu verkaufen.
Nach dem Zweiten Weltkrieg änderte sich die Modewelt erheblich: Die Prêt-à-porter-Mode entstand und Konfektionsmode verbreitete sich zunehmend. Angestellte Designerinnen wie Claire McCardell fertigten nun erschwingliche Mode, die in Kaufhäusern unter ihrem Namen als Herstellermarke vermarktet wurde. Haute-Couture-Designer wie Cristobál Balenciaga benannten ihre Unternehmen nach sich selbst, eröffneten in zahlreichen westlichen Ländern Boutiquen und vermarkteten neben Kleidung zunehmend auch Parfüm und weitere Accessoires unter dieser Unternehmensmarke. Schnell stiegen auch Hersteller von Konfektionsmode, beispielsweise Benetton, in dieses Konzept ein. Sie entwickelten oder kauften schon bald zusätzlich zu ihrer Unternehmensmarke weitere Wort-Bild-Marken – im Falle von Benetton beispielsweise Jean’s West und Sisley –, mit denen das eigene Portfolio in den Bereichen Stil, Preis oder Material vergrößert wurde. Spätestens in den 1960er und 1970er Jahren wurden in der Modebranche Marken systematisch aufgebaut und durch Imagekampagnen unterstützt, so etwa von dem Italiener Elio Fiorucci, der seine Fiorucci-Geschäfte von der Künstlerin Amalia Del Ponte und dem Designer Ettore Sottsass ausstatten ließ.
Mit einem Bewusstsein für das Tierwohl und damit einhergehend einer veganen Lebensweise wurde die Modewelt um vegane Modelabels erweitert. Zur Kleidungsherstellung werden dabei neben bekannten Materialien wie Baumwolle, Leinen, Polyester, Nylon, Acryl, Viskose, Kork und Hanf innovative vegane Fasern wie beispielsweise Bambus, nachwachsende Buche oder Eukalyptusholz verwandt, während tierische Materialien wie Leder, Wolle, Seide, Pelz, Daunen, Horn, Knochen, Federn, Muscheln, Perlmutt und Perlen tabu sind.

## Allgemeines

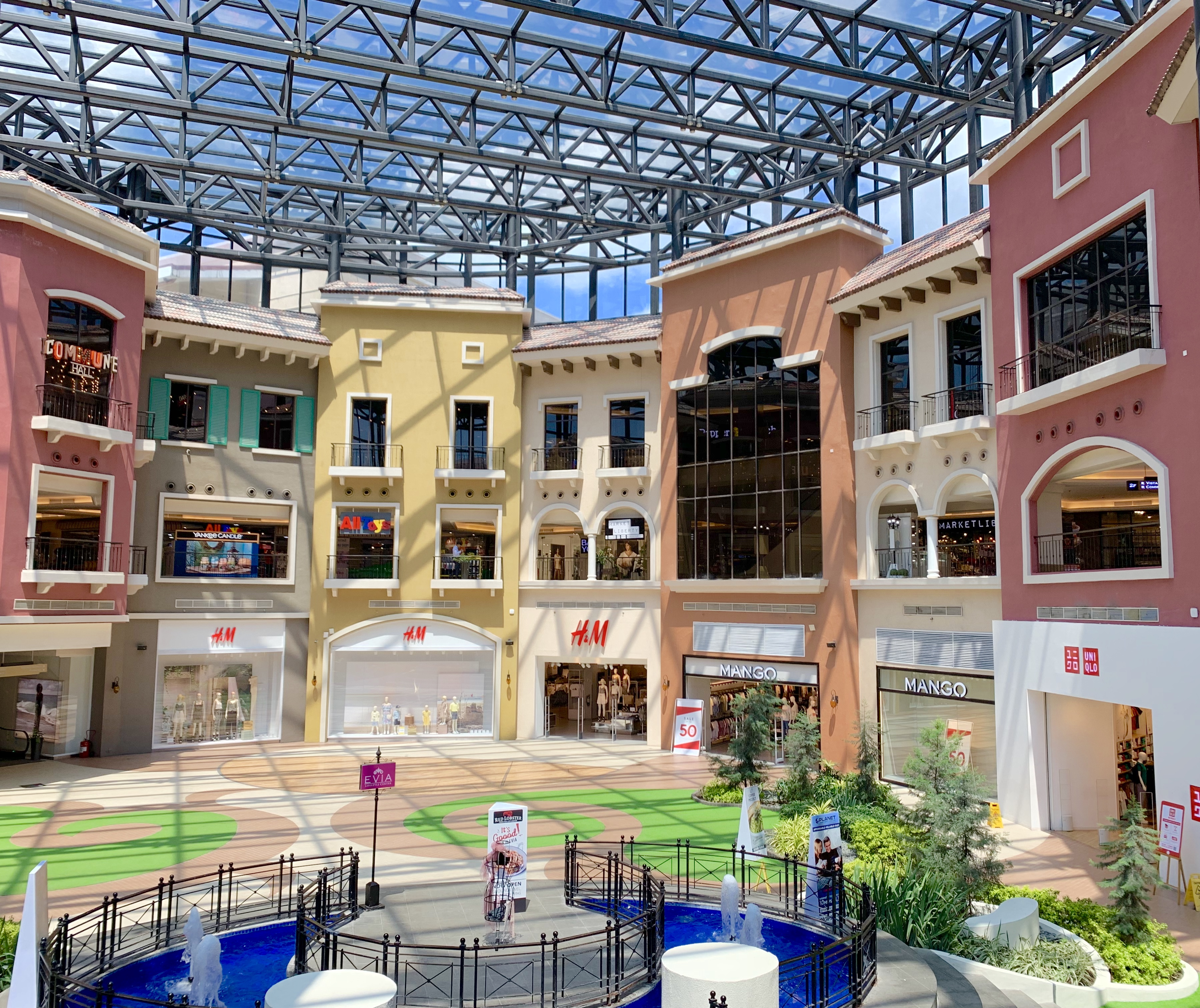
Shopping Mall in Las Piñas mit Boutiquen verschiedener globaler Modemarken

Bei Jeans und ähnlichen Produkten gelten die aufgesteppten oder aufgeklebten Etiketten als modische Zierde. Daneben sollen sichtbar an Kleidungsstücken angebrachte Logos oder Wort-Bild-Marken die hohe Qualität oder den hohen Preis des Produktes hervorheben und damit dem Träger als Statussymbol dienen. Das Ziel der Mode ist, sich von der Masse der Bevölkerung durch Luxus, ökologisches Bewusstsein, Provokation oder Ähnliches abzuheben.:

## Marken in Deutschland
Die umsatzstärksten deutschen Modemarken waren 2019:
|    | Marke           | Umsatz in Mrd. Euro |
| -- | --------------- | ------------------- |
| 1. | Adidas-Gruppe   | 23,6                |
| 2. | Hugo Boss       | 5,5                 |
| 3. | Puma            | 5,5                 |
| 4. | C&A-Deutschland | 2,2                 |
| 5. | KiK             | 2,1                 |
| 6. | New Yorker      | 1,8                 |
| 7. | s.Oliver-Gruppe | 1,3                 |
| 8. | Esprit          | 1,1                 |
| 9. | Takko           | 1,1                 |